# Governo Salandra I
Il Governo Salandra I è stato il quarantanovesimo esecutivo del Regno d'Italia, il primo guidato da Antonio Salandra.  
Esso, nato in seguito alle dimissioni del governo precedente, è stato in carica dal 21 marzo al 5 novembre 1914 (sebbene già dimissionario dal precedente 31 ottobre), per un totale di 229 giorni, ovvero 7 mesi e 15 giorni.

## Compagine di governo

### Affiliazione politica
| Partito | Partito                  | Presidente | Ministri | Sottosegretari | Totale |
| ------- | ------------------------ | ---------- | -------- | -------------- | ------ |
|         | Unione Liberale (Italia) | 1          | 12       | 12             | 25     |

Con l’appoggio esterno di Partito Democratico Costituzionale Italiano, Unione elettorale cattolica italiana e Partito Democratico.

### Situazione parlamentare
NOTA: Nonostante ormai le dinamiche parlamentari sulla fiducia (che venivano spesso attuate indirettamente e tramite vari ordini del giorno), avevano ormai portato ad una prassi di forte rilevanza stratificata e abbastanza consolidata dell’organo legislativo e della Monarchia parlamentare, con un’evidente evoluzione in senso democratico della responsabilità politica, essa fu ciononostante solo una convenzione costituzionale. Ufficialmente infatti, ai tempi del Regno d'Italia, poiché secondo lo Statuto Albertino il governo rispondeva concretamente al solo Re (il quale, dando egli stesso una prima fiducia al governo, aveva il potere di far resistere l’esecutivo ad un voto della Camera dei deputati, come alcune volte fece), il rapporto con il Parlamento in senso moderno non era pienamente obbligatorio (ed in tal senso vari sono stati i casi di formazione o sopravvivenza di un governo palesemente privo di tale supporto), pur diventato oramai fondamentale (e più affine alla forma moderna solo successivamente, specie con l’ascesa dei partiti di massa e con l’introduzione del sistema proporzionale). Per questo motivo, il grafico sottostante espone, secondo ricostruzioni e dichiarazioni, nonché secondo la composizione del governo ed anche secondo il voto effettivamente subìto, il supporto che questo ha ottenuto a fini puramente enciclopedici e storici, tenendo conto della facile mutevolezza delle forze politiche e del contesto storico-politico.
| Camera              | Collocazione     | Partiti                                                                              | Seggi     |
| ------------------- | ---------------- | ------------------------------------------------------------------------------------ | --------- |
| Camera dei deputati | Maggioranza      | UL (265)                                                                             | 265 / 508 |
| Camera dei deputati | Appoggio esterno | PDCI (29), UECI (20), PD (11), CC (9)                                                | 69 / 508  |
| Camera dei deputati | Opposizione      | PR (62), PSI (52), PSRI (19), RAD-D. (11), REP-D. (9), PRI (8), SOC-IND (8), ANI (5) | 174 / 508 |

## Composizione
| Carica                                | Titolare                                               | Titolare                                               | Titolare                                                                 | Sottosegretari                                                                         |
| Presidenza del Consiglio dei ministri | Presidenza del Consiglio dei ministri                  | Presidenza del Consiglio dei ministri                  | Presidenza del Consiglio dei ministri                                    | Sottosegretario di Stato alla Presidenza del Consiglio                                 |
| ------------------------------------- | ------------------------------------------------------ | ------------------------------------------------------ | ------------------------------------------------------------------------ | -------------------------------------------------------------------------------------- |
| Presidente del Consiglio dei ministri |                                                        |                                                        | Antonio Salandra (UL)                                                    | Carica non assegnata                                                                   |
| Ministero                             | Ministri                                               | Ministri                                               | Ministri                                                                 | Sottosegretario                                                                        |
| Affari esteri                         |                                                        |                                                        | Antonino di San Giuliano Paternò Castello (UL) (fino al 17 ottobre 1914) | Luigi Borsarelli di Rifreddo                                                           |
| Affari esteri                         | Antonio Salandra (UL) Ad interim (dal 17 ottobre 1914) |                                                        |                                                                          | Luigi Borsarelli di Rifreddo                                                           |
| Interno                               |                                                        |                                                        | Antonio Salandra (UL)                                                    | Giovanni Celesia di Vegliasco                                                          |
| Agricoltura, Industria e Commercio    |                                                        |                                                        | Giannetto Cavasola (UL)                                                  | Vittorio Cottafavi                                                                     |
| Colonie                               |                                                        |                                                        | Ferdinando Martini (UL)                                                  | Gaetano Mosca                                                                          |
| Finanze                               |                                                        |                                                        | Luigi Rava (UL)                                                          | Ugo Da Como                                                                            |
| Tesoro                                |                                                        |                                                        | Giulio Rubini (UL)                                                       | Antonio Baslini                                                                        |
| Grazia e Giustizia e Culti            |                                                        |                                                        | Luigi Dari (UL)                                                          | Pietro Chimienti                                                                       |
| Guerra                                |                                                        |                                                        | Domenico Grandi (Indipendente) (fino all’11 ottobre 1914)                | - Giulio Cesare Tassoni (fino al 15 ottobre 1914) - Augusto Elia (dal 15 ottobre 1914) |
| Guerra                                |                                                        | Vittorio Zupelli (Indipendente) (dall’11 ottobre 1914) |                                                                          | - Giulio Cesare Tassoni (fino al 15 ottobre 1914) - Augusto Elia (dal 15 ottobre 1914) |
| Lavori Pubblici                       |                                                        |                                                        | Augusto Ciuffelli (UL)                                                   | Achille Visocchi                                                                       |
| Marina                                |                                                        |                                                        | Enrico Millo (Indipendente) (fino al 12 agosto 1914)                     | Augusto Battaglieri                                                                    |
| Marina                                |                                                        | Leone Viale (Indipendente) (dal 12 agosto 1914)        |                                                                          | Augusto Battaglieri                                                                    |
| Poste e Telegrafi                     |                                                        |                                                        | Vincenzo Riccio (UL)                                                     | Girolamo Marcello                                                                      |
| Pubblica Istruzione                   |                                                        |                                                        | Edoardo Daneo (UL)                                                       | Giovanni Rosadi                                                                        |

## Cronologia

### 1914
- 21 marzo - Il governo giura dinnanzi al Re, ricevendo lo stesso giorno l’approvazione della Camera dei deputati sulle sue dichiarazioni programmatiche.
- 7 giugno - Esplode un'insurrezione sindacale ad Ancona (Settimana rossa), conclusa dopo 7 giorni e per la quale il governo aveva evitato di poco l'intervento militare.
- 28 giugno - Viene ucciso in un attentato a Sarajevo l'erede al trono viennese Francesco Ferdinando; il supposto coinvolgimento serbo causerà l'effetto domino che porterà alla prima guerra mondiale.
- 28 giugno-4 agosto - In seguito all'assassinio di Francesco Ferdinando si innesca la "crisi di luglio"; alla sua fine (4 agosto), esplode la guerra tra gli imperi centrali (Germania, Austria-Ungheria e Turchia) e la triplice intesa (Russia, Francia e Regno Unito). L’Italia, per il momento, si dichiara neutrale, apponendo in sua difesa che la Triplice Alleanza fosse un patto esclusivamente difensivo.
- 20 agosto - Muore Papa Pio X, che aveva favorito un cauto riavvicinamento dei cattolici alla politica italiana (Il Fermo Proposito).
- 3 settembre - Viene eletto pontefice Papa Benedetto XV, dichiaratamente pacifista e favorevole alla neutralità.
- 16 ottobre - Muore a Roma il ministro degli esteri San Giuliano, che stava esaminando le eventuali condizioni per un potenziale intervento dell'Italia nella guerra.
- 5 novembre - Al fine di effettuare un largo rimpasto di governo e finalizzarlo alla questione dell'eventuale intervento italiano nella guerra, Salandra ottiene la riconferma regia dopo aver precedentemente dichiarato le proprie dimissioni (31 ottobre); lo stesso giorno, viene approvata la fiducia al nuovo esecutivo, facendo così terminare l’esperienza di governo.